# Юсков, Денис Игоревич
Дени́с И́горевич Юско́в (род. 11 октября 1989, Москва) — российский спортсмен-конькобежец. Участник зимних Олимпийских игр 2014 года, 3-кратный чемпион мира и 6-кратный призёр, 2-кратный чемпион Европы и 5-кратный призёр, 3-кратный обладатель Кубка мира на 1500 м, 17-кратный чемпион России и 7-кратный призёр страны. Заслуженный мастер спорта России (2013). С 2024 года стал тренером московских конькобежцев.

## Биография
Денис Юсков родился в семье, в которой его мама была Мастером спорта СССР по волейболу. В начале Денис увлекался футболом, но часто сопровождая свою сестру Яну в секцию конькобежного спорта, стал постоянно заниматься скоростным бегом на коньках. Первый его личный тренер оказался Юрий Анатольевич Петров.

## Карьера спортсмена

### юношеский и юниорский возраст
Денис Юсков дебютировал на юниорском чемпионате России в сезоне 2004/05 и уже в 2006 году стал чемпионом в многоборье. К тому времени он стал рекордсменом России среди юношей старшего возраста на 1000 м, 1500 м, 3000 м, 5000 м и сумме многоборья, многократным призёром первенства России и Москвы и серебряным призёром II Зимней Спартакиады учащихся по конькобежному спорту. В 17 лет устанавливал рекорды России среди юниоров на дистанциях 3000 м, 5000 м и сумме многоборья .
Он дебютировал на Кубке мира в сезоне 2006/07 в составе сборной России в дивизионе "В", где занял 14-е место на дистанции 5000 м. На Европейских юношеских играх 2007 года в Алкмааре завоевал золото на дистанциях 1500 м и 5000 м, а также серебро на 3000 м и в командной гонке. На юниорском первенстве мира в классическом многоборье в Инсбруке стал 11-м.

### допинговый скандал
Вскоре после Чемпионата России в классическом многоборье, проходивший в декабре 2007 года, у перспективного юниора Юскова была взята допинг-проба и было объявлено, что в той пробе якобы находилось вещество марихуана. В феврале 2008 года решением «Союза конькобежцев России»(СКР) Юсков был отстранён от соревнований на четыре месяца. На предложение спортсмена предоставить документы по этому поводу — было отказано. В июне 2008 года на основании ложных, как оказалось позднее, показаний членов юниорской команды это дело переквалифицировали в распространении запрещённого вещества. При этом Всемирный антидопинговый кодекс в новой редакции вступил в силу 1 января 2009 года и только с этого момента марихуана стала запрещённым веществом.
Дениса Юскова отстранили от соревнований сначала на два года, а затем продлили до четырёх лет, не давая возможности себя защитить. Сам Юсков отрицал все обвинения и продолжал тренироваться самостоятельно, но на зимние олимпийские игры 2010 в Ванкувере не попал. Позже при повторных разбирательствах Денису Юскову удалось полностью доказать свою невиновность. Ни одна из лабораторий и официальных источников в лице РУСАДА не подтвердили наличия самой допинг-пробы и тем более запрещённых веществ в них. 

В 2010 году состоялись гражданские суды РФ о клевете, а также о защите чести и достоинства спортсмена, что позволило опровергнуть обвинения и полностью реабилитировать Юскова. Новый состав «Союза конькобежцев России» (СКР) при поддержке и согласовании с антидопинговым комитетом Международного союза конькобежцев (ИСУ) в Лозане (Швейцария), аннулировал незаконную дисквалификацию Дениса Юскова. Виновные спортсмены признались, что клеветали. К тому времени лишь двое из них продолжали конькобежную карьеру, и они были дисквалифицированы. Лишь в 2011 году Денис был допущен к соревнованиям после трёхлетнего простоя.

### взрослая спортивная карьера
Осенью 2011 года по результатам отборочных соревнований Юсков вновь был зачислен в национальную сборную России. Тренер Костя Полтавец, длительное время работавший в конькобежной сборной Нидерландов, принял национальную сборную команду-многоборцев. В октябре на чемпионате России на отдельных дистанциях в Коломне выиграл дистанцию 10 000 м, а в декабре на чемпионате России в классическом многоборье выиграл большую серебряную медаль и завоевал право участвовать в чемпионате Европы по многоборью.
В январе 2012 года Денис дебютировал на чемпионате Европы в Будапеште на открытом льду и занял 4-е место на 1500 м и итоговое 8-е место в классическом многоборье. Он завоевал право выступить на чемпионате мира по конькобежному спорту в многоборье в Москве, но пришлось уступить единственную квоту товарищу по команде Скобреву, решившему не выступать на открытом катке. В феврале на этапе Кубка мира Хамаре выиграл командную гонку вместе с Иваном Скобревым и Евгением Лаленковым. В марте на чемпионате мира на отдельных дистанциях в Херенвене команда России в таком же составе завоевала бронзовую медаль.
В октябре 2012 года на чемпионате России на отдельных дистанциях Юсков выиграл золото на дистанции 1500 м в паре у Ивана Скобрева и стал третьим на дистанции 5000 м. Следом на
первом этапе Кубка мира в Херенвене завоевал серебро в командной гонке. В декабре на чемпионате России в классическом многоборье в Сочи на новой олимпийской арене завоевал большую серебряную медаль. В феврале 2013 года на 7-м этапе Кубка мира в Инцелле завоевал золото в забеге на 1500 м с личным рекордом 1:46.07 сек.
В феврале он дебютировал на чемпионате мира в классическом многоборье в Хамаре, где занял 5-е место в забеге на 1500 м, уступив новому чемпиону мира Свену Крамеру 0.02 секунды и обыграв Скобрева, и занял общее 10-е место. В марте 2013 года в финале Кубка мира в Херенвене в командной гонке вместе с Иваном Скобревым и Евгением Лаленковым завоевал бронзу. 21 марта 2013 года на чемпионате мира  на отдельных дистанциях в Сочи на Адлер-Арене Денис Юсков стал чемпионом мира на 1500 м со временем 1:46.32 сек, установив рекорд катка. На дистанции 5000 м занял 4-е место.
Денис Игоревич Юсков персонально получил поздравления от Президента России Путина В. В. и ему присвоили звание Заслуженный мастер спорта России.
Акцент в подготовке к сезону был сделан на командную гонку, а также на дистанции 1500 м и 1000 м. В октябре на этапе Кубка России занял 2-е место на 1500 м и обновил личный рекорд на 500 м — 36,80 сек. Спустя месяц в Калгари побил мировой рекорд на 3000 м с результатом 3:34.37 сек и установил личные рекорды на 500 м — 36,28 сек и на 1500 м — 1.45.05 сек, несмотря на то, что под ноги Юскову упал Барт Свингс. В течение сезона Денис несколько раз улучшал личные рекорды на различных дистанциях. На чемпионате России на отдельных дистанциях в Сочи стал победителем на дистанциях 1000 м, 1500 м, 5000 м.
В январе он должен был участвовать на чемпионате Европы в Хамаре, однако отказался в день старта из-за сильной простуды. В конце января в Инцелле установил абсолютный рекорд на дистанции 3000 м на международных неофициальных стартах. На зимних Олимпийских играх в Сочи показал лучшие результаты среди представителей мужской сборной команды России. На дистанциях 5000 м стал 6-м, на 1000 м 17-м и на 1500 м занял 4-е место. На чемпионате мира в классическом многоборье в Херенвене завоевал бронзовую медаль.  при этом в забеге на 10000 м установил личный рекорд — 13.17.84 сек.
В общем зачёте Кубка мира 2013/2014 на дистанции 1500 м Денис Юсков завоевал 2-е место в общем зачёте Кубка мира за весь сезон, получив "серебряную тарелку." В начале апреля в Челябинске на чемпионате страны Денис завоевал первые места на дистанциях 500 м, 5 000 м, 1500 м и 10 000 м и стал новым абсолютным чемпионом страны в многоборье.
В январе 2015 года на чемпионате Европы в Челябинске Денис стал бронзовым призёром в классическом многоборье, следом на 5-м этапе Кубка мира в Хамаре выиграл забег на 1500 м. В феврале в Херенвене на чемпионате мира на отдельных дистанциях Денис Юсков сумел завоевать титул чемпиона мира на дистанции 1500 м во второй раз в своей карьере, а на дистанции 5000 м занял 4-е место. В марте на чемпионате мира в классическом многоборье в Калгари он выиграл большую серебряную медаль.
В сезоне 2015/16 Юсков стал чемпионом России в многоборье и на чемпионате мира на отдельных дистанциях в Коломне в феврале 2016 года стал 3-кратным чемпионом мира на дистанции 1500 м и серебряным призёром на 1000 м, уступив лишь 0,1 секунды товарищу по российской команде и сильнейшему спринтеру и рекордсмену мира Павлу Кулижникову. В общем зачете Кубка мира по конькобежному спорту 2015/2016 на дистанции 1500 м Денис Юсков завоевал первое место впервые в карьере.
Через год на чемпионате мира на отдельных дистанциях в Канныне в феврале 2017 года Денису удалось завоевать второе место на дистанции 1500 м проиграв лишь Кьелду Нёйсу. В общем зачёте Кубка мира 2016/2017 на дистанции 1500 м Денис Юсков завоевал 2-е место во второй раз в карьере. В следующем сезоне на этапе Кубка мира в Солт-Лейк-сити Юсков завоевал золотую медаль и установил мировой рекорд на дистанции 1500 м со временем 1:41,02 сек. на этом же этапе Денис завоевал золотую медаль на дистанции 1000 м.
Дениса Юскова с мировым рекордом поздравил Президент России Путин В.В. Финал Кубка мира 2018 года в Минске принёс Денису Юскову второй Кубок мира в его карьере на дистанции 1500 м и впервые 2-е место в общем зачёте за весь сезон на всех дистанциях. Самый неприятный осадок от сезона остался от того, что Дениса Юскова, не проигравшего ни разу на своей коронной дистанции 1500 м, не был допущен на зимние Олимпийские игры 2018 года, так как не получил приглашение от Международного Олимпийского комитета.
В октябре 2018 года на Чемпионате России по конькобежному спорту на отдельных дистанциях Денис Юсков защитил свой титул Чемпиона России на 1500 м и стал бронзовым призёром на 1000 м. На дистанции 1000 м на этапе Кубка мира в Томашув-Мазовецком завоевал бронзовую медаль. В феврале 2019 года в Инцелле на чемпионате мира на отдельных дистанциях Юсков завоевал бронзовую награду на дистанции 1500 м. На этапах Кубка мира Денис Юсков трижды побеждал на дистанции 1500 м и в финале получил бронзовую награду, что позволило по сумме всех этапов завоевать Кубок мира 2019 на своей коронной дистанции 1500 м в третий раз за свою карьеру.
В начале сезона 2019/20 в октябре Юсков на Кубке Коломенского кремля установил новый рекорд катка на дистанции 3000 м. На 1-м этапе Кубка мира в Минске на дистанции 1500 м Юсков завоевал серебряную медаль и на дистанции 5000 м — бронзовую медаль.
На 2-м этапе в Польше Юсков завоевал бронзовую награду на дистанции 5000 м, а на следующий день и на 1500 м. На 3-м этапе в Нур-Султан в Ледовом дворце Алау официально преодолел дистанцию 10 000 м впервые за несколько лет. На 5-м этапе в Калгари на дистанции 1500 м завоевал золото.
На Чемпионате Европы на отдельных дистанциях в Херенвене с 10 по 12 января 2020 года Денис Юсков завоевал две серебряные медали на дистанции 1500 м и в командной гонке преследования. На дистанции 5000 м стал бронзовым медалистом. В феврале на Чемпионате мира на отдельных дистанциях в Солт-Лейк-Сити Денис показал пятый результат на дистанции 1500 м и в общем зачёте Кубка мира тоже стал пятым. В марте из-за проблем с Пандемией COVID-19 был отменен чемпионат России и все спортивно-массовые мероприятия. В сезоне 2020/21 из-за травмы колена Денис Юсков досрочно завершил выступления на международной арене.

## Спортивные достижения в разряде мужчин

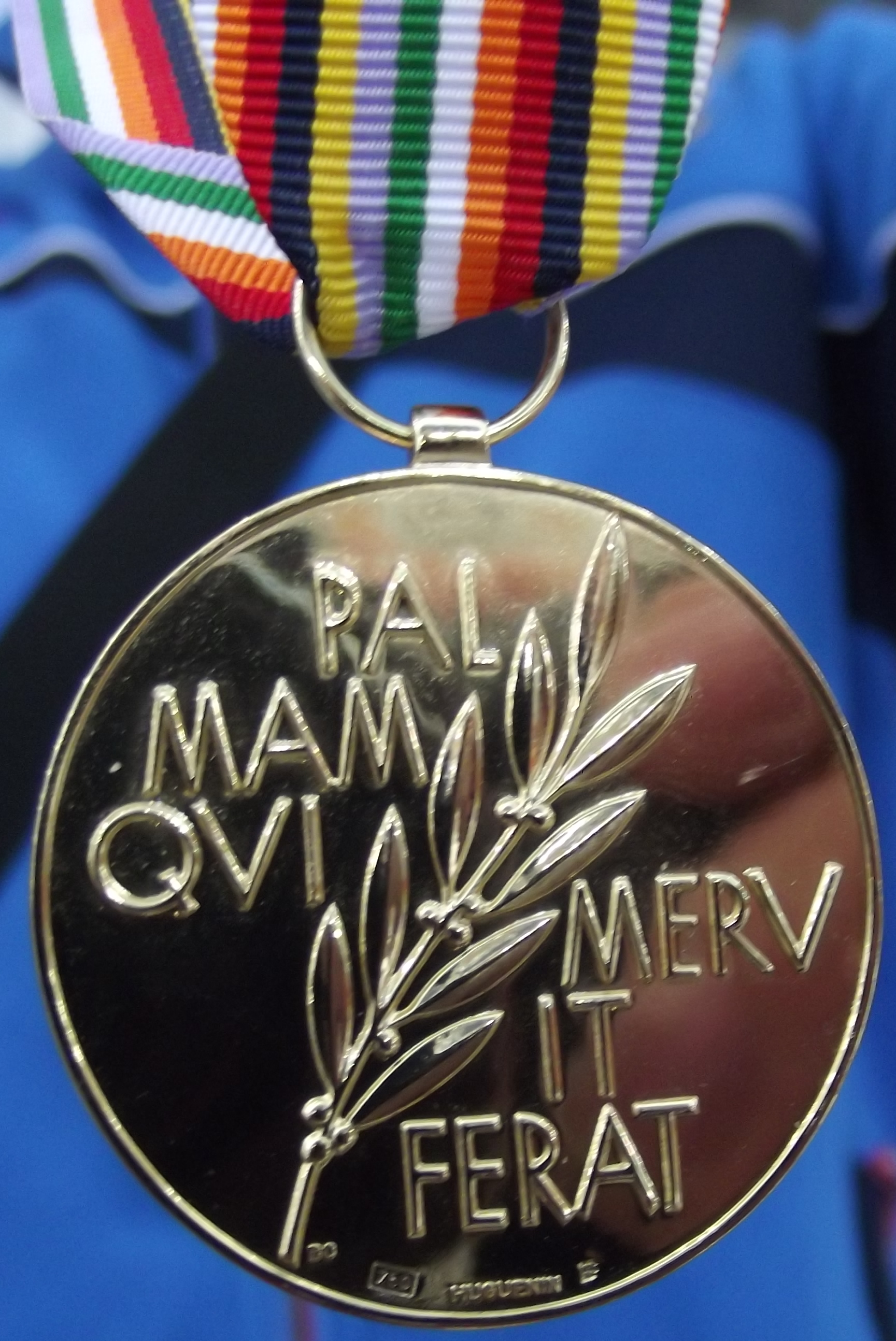
«Побеждает сильнейший» (перевод с лат.)

| Соревнования/Сезоны                         | 2011/12           | 2012/13               | 2013/14          | 2014/15         | 2015/16        | 2016/17         | 2017/18       | 2018/19   | 2019/20   | 2020/21 |  |
| ------------------------------------------- | ----------------- | --------------------- | ---------------- | --------------- | -------------- | --------------- | ------------- | --------- | --------- | ------- |  |
| Олимпиада                                   |                   |                       |                  |                 |                |                 |               |           |           |         |  |
| 1000 м                                      |                   |                       | 17               |                 |                |                 | -             |           |           |         |  |
| 1500 м                                      |                   |                       | 4                |                 |                |                 | -             |           |           |         |  |
| 5000 м                                      |                   |                       | 6                |                 |                |                 | -             |           |           |         |  |
| Командная гонка                             |                   |                       | 6                |                 |                |                 | -             |           |           |         |  |
| Чемпионаты мира на отдельных дистанциях     |                   |                       |                  |                 |                |                 |               |           |           |         |  |
| 1000 м                                      |                   |                       |                  |                 | 2              | 7               |               | 5         |           |         |  |
| 1500 м                                      | 6                 | 1                     |                  | 1               | 1              | 2               |               | 3         | 5         |         |  |
| 5000 м                                      | 7                 | 4                     |                  | 4               |                |                 |               |           | 12        |         |  |
| 10000 м                                     |                   |                       |                  |                 |                |                 |               |           |           |         |  |
| Командная гонка                             | 3                 | 4                     |                  |                 |                |                 |               |           |           |         |  |
| Командный спринт                            |                   |                       |                  |                 |                |                 |               |           |           |         |  |
| Чемпионаты мира в классическом многоборье   |                   | 10 (16е,10е,5е,—)     | · (11е,3е,1е,2e) | · (2е,3е,1е,5e) | NC (1е,—,—,—)  | 9 (5е,14е,1е,—) |               |           |           |         |  |
| Кубок мира Финал А (сумма)                  |                   |                       |                  |                 |                |                 |               |           |           |         |  |
| 1000 м                                      |                   |                       |                  |                 | 3              | 5               | 4             | 9         |           |         |  |
| 1500 м                                      | 23                | 4                     | 2                | =13             | 1              | 2               | 2             | 3         | 5         |         |  |
| 5000 м                                      | 19                | 21                    | 17               | 21              |                |                 |               |           |           |         |  |
| Командная гонка                             |                   | 3                     |                  |                 |                |                 |               |           |           |         |  |
| Командный спринт                            |                   |                       |                  |                 |                |                 |               |           |           |         |  |
| Кубок мира Этапы А/В Дивизионы              |                   |                       |                  |                 |                |                 |               |           |           |         |  |
| 500 м                                       |                   |                       |                  | B-18            |                |                 |               |           |           |         |  |
| 1000 м                                      |                   |                       | В-9              |                 | 2 · 2 · 3      | 7               | 1 · 3         | 3         |           |         |  |
| 1500 м                                      |                   | 1                     | 1 · 1 · 3        | B-              | 1 · 1 · 1 · 2  | 1 · 2 · 2 · 2   | 1 · 1 · 1 · 1 | 1 · 1 · 1 | 1 · 2 · 3 |         |  |
| 5000 м                                      |                   | B-                    | 5                | 5               |                |                 |               |           | 3 · 3     |         |  |
| 10000 м                                     |                   |                       |                  |                 |                |                 |               |           | 9         |         |  |
| Командная гонка                             | 1                 | 2                     | 6                | 8               |                |                 |               |           |           |         |  |
| Командная гонка спринт                      |                   |                       |                  |                 |                |                 |               |           |           |         |  |
| Чемпионаты Европы в классическом многоборье | 8 (23e,8e,4e,10e) | NC 13 (14е,12е,11е,—) | —                | · (4е,6е,1е,4e) | 9 (1e,8e,1e,-) | 7 (3e,8e,1e,8е) |               |           |           |         |  |
| Чемпионаты Европы на отдельных дистанциях   |                   |                       |                  |                 |                |                 |               |           |           |         |  |
| 1000 м                                      |                   |                       |                  |                 |                |                 | 2             |           |           |         |  |
| 1500 м                                      |                   |                       |                  |                 |                |                 | 1             |           | 2         |         |  |
| 5000 м                                      |                   |                       |                  |                 |                |                 |               |           | 3         |         |  |
| Командный спринт                            |                   |                       |                  |                 |                |                 | 1             |           |           |         |  |
| Командная гонка                             |                   |                       |                  |                 |                |                 |               |           | 2         |         |  |
| Чемпионаты России в классическом многоборье | 2                 | 2                     | 1                | 1               | 1              |                 |               |           |           |         |  |
| Чемпионаты России на отдельных дистанциях   |                   |                       |                  |                 |                |                 |               |           |           |         |  |
| 500 м                                       |                   |                       |                  |                 |                |                 |               |           |           |         |  |
| 1000 м                                      |                   |                       | 1                | 2               |                | 1               |               | 3         |           |         |  |
| 1500 м                                      | 7                 | 1                     | 1                | 1               | 1              | 1               | 1             | 1         | 1         |         |  |
| 5000 м                                      | DNS               | 3                     | 1                | 1               | 3              |                 |               |           | 2         |         |  |
| 10000 м                                     | 1                 | 5                     |                  |                 |                |                 |               |           |           |         |  |
| Командная гонка                             |                   |                       |                  |                 |                |                 |               |           |           |         |  |
| Масс старт                                  |                   |                       |                  |                 |                | 1               |               |           |           |         |  |

* DNS — дисквалификация на дистанции
* NC — не отобрался на заключительную дистанцию
* В скобках указано место на соответствующей дистанции (500 м, 5000 м, 1500 м, 10000 м).
Денис Юсков является рекордсменом десяти катков мира на дистанции 1500 м. А именно : Сочи (Россия 2013), Калгари (Канада 2013, 2015), Астана (Казахстан 2013), Херенвен (Нидерланды 2015), Инцель (Германия 2015), Коломна (Россия 2016), Ставангер (Норвегия 2016), Солт-Лейк-Сити (Канада 2017), Обихиро (Япония 2018), Томашув-Мазовецки(Польша 2018); а также в  командном спринте (Коломна 2018) и на 3000 м (Коломна 2019)

## Образование и работа
В 2013 окончил московский Первый профессиональный институт (факультет государственного и муниципального управления). Работал инструктором по спорту, тренировал юных конькобежцев. Принимал активное участие в повседневной жизни ГОУ ДОДСН ФСО «Юность Москвы». Награждён грамотой «За добросовестный труд и высокие спортивные достижения» от Государственного образовательного учреждения Физкультурно — спортивного объединения «Юность Москвы». В 2017 году РГУФКСМиТ(ГЦОЛИФК) прошёл переподготовку по специальности тренер по конькобежному спорту.

## Семья
Денис женат на Алле Антоновской, в прошлом также связанной с конькобежным спортом. У них есть сын Адриан, а племянник Аллы Илья Антоновский — профессиональный хоккеист. Мать Дениса Юскова — мастер спорта СССР по волейболу

## Награды
- Обладатель премии по поддержке талантливой молодёжи, установленной Указом Президента Российской Федерации от 6 апреля 2006 года № 325 «О мерах государственной поддержки талантливой молодёжи».
- 2007 год - получил награду «За успешное выступление на зимней Спартакиаде».
- 2013 год - получил звание лучшего конькобежца России.
- 18 декабря 2013 год - признан лучшим спортсменом года «Серебряная лань» Федерацией спортивных журналистов России[24].